# 高梠真一
高梠 真一（こうろぎ しんいち、1954年 - ）は、日本の会計学者。管理会計論、原価計算論、会計史専攻。久留米大学教授。元日本会計史学会会長。

## 人物・経歴
熊本県熊本市生まれ。1977年大分大学経済学部卒業。1979年大分大学大学院経済学研究科修士課程修了。中九州短期大学助手、中九州短期大学専任講師、中九州短期大学助教授、九州共立大学専任講師、九州共立大学助教授を経て、1989年久留米大学商学部助教授。1993年イリノイ大学客員研究員。1997年久留米大学商学部教授。2003年年神戸大学博士（経営学）。2008年ハグレー博物館と図書館客員研究員。2009年日本会計史学会会長。2014年大学基準協会評価委員。2017年メルコ学術振興財団選考委員。専門は管理会計論、原価計算論、会計史で、19世紀・20世紀アメリカ合衆国の管理会計実務の研究を行う。

## 著書
- 『アメリカ鉄道管理会計生成史 : 業績評価と意思決定に関連して』同文舘出版 1995年
- 『管理会計の道標 : 原価管理会計から現代管理会計へ』（村田直樹と共編著）税務経理協会 1999年
- 『アメリカ管理会計生成史 : 投資利益率に基づく経営管理の展開』創成社 2004年
- 『管理会計入門ゼミナール』（編著）創成社 2005年
- 『近代会計史入門』（清水泰洋と共編著）同文舘出版 2014年
- 『アメリカ管理会計発展史 : 事業部制組織への適合』創成社 2019年

## 受賞
- 2000年 日本生産管理学会学会賞[3]
- 2005年 日本会計史学会学会賞[3]
- 2005年 日本原価計算研究学会学会賞[3]
- 2005年 日本管理会計学会学会賞[3]